# Карлстранд, Линус
Линус Каспер Карлстранд (швед. Linus Casper Carlstrand; род. 31 августа 2004, Гётеборг) — шведский футболист, нападающий «Гётеборга».

## Клубная карьера
Является воспитанником «Гётеборга». Выступал за юношеские команды клуба. С 2022 года стал привлекаться к тренировкам с основной командой, с которой отправился на предсезонные сборы. 13 мая того же года подписал с командой первый профессиональный контракт. 27 июня впервые попал в заявку «Гётеборга» на матч с «Сириусом». Выйдя на поле в компенсированное ко второму тайму время вместо Хосама Айеша, дебютировал в чемпионате Швеции.

## Карьера в сборной
В июне 2022 года дебютировал за юношескую сборную Швеции на товарищеском турнире. В игре против Венгрии, состоявшейся 9 июня, он вышел на поле в середине второго тайма вместо Альбина Альстранда, а на 81-й минуте забил единственный мяч во встрече.

## Клубная статистика
| Выступление      | Выступление      | Выступление      | Лига | Лига | Кубки | Кубки | Конт. кубки | Конт. кубки | Итого | Итого |
| Клуб             | Лига             | Сезон            | Игры | Голы | Игры  | Голы  | Игры        | Голы        | Игры  | Голы  |
| ---------------- | ---------------- | ---------------- | ---- | ---- | ----- | ----- | ----------- | ----------- | ----- | ----- |
| Гётеборг         | Алльсвенскан     | 2022             | 1    | 0    | 0     | 0     | 0           | 0           | 1     | 0     |
| Гётеборг         | Итого            | Итого            | 1    | 0    | 0     | 0     | 0           | 0           | 1     | 0     |
| Всего за карьеру | Всего за карьеру | Всего за карьеру | 5    | 3    | 0     | 0     | 0           | 0           | 5     | 3     |